# Красноармійська сільська рада (Новоазовський район)
| Красноармійська сільська рада — колишній орган місцевого самоврядування у Новоазовському районі Донецької області з адміністративним центром у с. Хрещатицьке. Сільській раді були підпорядковані населені пункти: - с. Хрещатицьке - с. Куликове - с. Верхньошироківське |

## Склад ради
Рада складалася з 16 депутатів та голови.

## Керівний склад сільської ради
| ПІБ                         | Основні відомості                                                         | Дата обрання | Дата звільнення |
| --------------------------- | ------------------------------------------------------------------------- | ------------ | --------------- |
| Дяченко Ірина Володимирівна | Сільський голова, 1965 року народження, освіта, позапартійна              | 26.03.2006   | 31.10.2010      |
| Дяченко Ірина Володимирівна | Сільський голова, 1965 року народження, освіта вища, член Партії регіонів | 31.10.2010   |                 |

Примітка: таблиця складена за даними джерела